# Ереванский автомобильный завод
Ереванский автомобильный завод (ЕрАЗ, арм. Երևանի ավտոմոբիլային գործարան) — советский и армянский автомобильный завод в Ереване, выпускавший развозные автофургоны.
В состав Производственного объединения ЕрАЗ образованного в 1970-х годах также входили: Ереванский завод запчастей, Ереванский завод автопогрузчиков, Ереванский завод гидроаппаратуры.

## История
31 декабря 1964 года Совет министров Армянской ССР издал постановление № 1084 «Об организации в г. Ереване в строящихся корпусах завода „Автопогрузчик“ завода по выпуску автомобилей-фургонов грузоподъемностью 0,8-1,0 тн». 10 сентября 1965 года завод получил название «Ереванский автомобильный завод».
В течение 1965 года 66 сотрудников прошли обучение на рижском РАФ и ульяновском УАЗ.
В апреле 1966 года по документации РАФ были собраны первые 2 автофургона модели ЕрАЗ-762, которая была разработана в Риге как РАФ-977К, но не была там освоена из-за отсутствия свободных производственных мощностей. По сути, РАФ-977К, как и ЕрАЗ-762, представлял собой РАФ-977Д без окон и сидений в кузове.
В течение 1966 года введены в строй производственные мощности, рассчитанные на ежегодный выпуск до 400 автофургонов. В декабре того же года изготовлены первые 36 серийных автомобилей ЕрАЗ-762.
К 1968 году объём годового выпуска составил 1000 автофургонов.
В сентябре 1971 года начат выпуск модернизированной модели ЕрАЗ-762А (отличался подштамповками в виде окон, напоминающих РАФ-977ДМ), которую в 1976 году сменил ЕрАЗ-762Б (добавились выпуклые боковые рёбра жёсткости), а в 1979 году — ЕрАЗ-762В (боковые рёбра стали вогнутыми, появился более мощный 85-сильный двигатель от ГАЗ-24-01, вместо 75-сильного от ГАЗ-21). На базе последнего небольшими партиями выпускались рефрижератор ЕрАЗ-762Р, грузопассажирский (пятиместный) фургон ЕрАЗ-762ВГП (с 1988 г.) и «двухкабинный» (пятиместный) бортовой лёгкий грузовой автомобиль ЕрАЗ-762ВДП. Также в 1974 году была создана экспериментальная модель электромобиля-автофургона ЕрАЗ-3731. С 1976 года заработал толкательно-подвесной сборочный конвейер завода, (второй после АвтоВАЗа в СССР), а также кузнечное производство с немецким прессом усилием в 500 тонн. Это позволило увеличить сборку фургонов ЕрАЗ до 8000 в год. В том же году было создано Производственно Объединение включавшее в себя головной завод ЕрАЗ и предприятия по производству автопогрузчиков, гидроаппаратуры и запасных частей.
В апреле 1982 года был выпущен 100-тысячный фургон ЕрАЗ.
В 1987 году достигнут рекордный объём годового выпуска — 16 111 автомобилей.
В 1980-х годах завод приступил к реконструкции для освоения новой модели автофургона современного дизайна ЕрАЗ-3730, а также рефрижератора ЕрАЗ-37301 и микроавтобуса ЕрАЗ-3218 на его базе. Хотя первые экземпляры модели начали испытывать ещё в начале 1970-х. Начатое только в 1995 году производство хоть и вытеснило в 1996 году устаревший ЕрАЗ-762, но так и не стало таким же массовым.
В 1995 году завод приватизирован, реорганизован в Акционерное общество «ЕрАЗ», в 1997 году — признан банкротом.
В 2000 году на мощностях завода предполагалось наладить выпуск автомобилей ВАЗ.
Срок эксплуатации автомобилей ЕрАЗ как правило ограничивался от силы пятью годами, сказывалось исключительно низкое качество их изготовления в течение всего периода выпуска автомобилей. Проблемы качества продукции ЕРАЗа неоднократно обсуждались на союзном уровне, но так и не были решены (аналогично ситуации с тягачами Колхида Кутаисского завода Советской Грузии).
В ноябре 2002 года ОАО «ЕрАЗ», решением Экономического суда Республики Армения, было признано банкротом по требованию кредиторов, производство на данном предприятии было остановлено.
В 2004 ОАО «ЕрАЗ» было продано. После этого на площадке завода были построены офисы, налажено производство металлоконструкций компанией «Микметал».
В конце 2010-х,- начале 2020-х годов здания бывшего автозавода были полностью снесены, и на месте завода был построен жилой комплекс «ЕрАЗ».

## Галерея

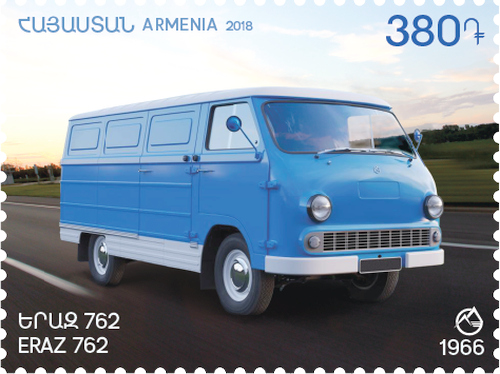
Марка Армении с изображением автомобиля ЕрАЗ-762Б
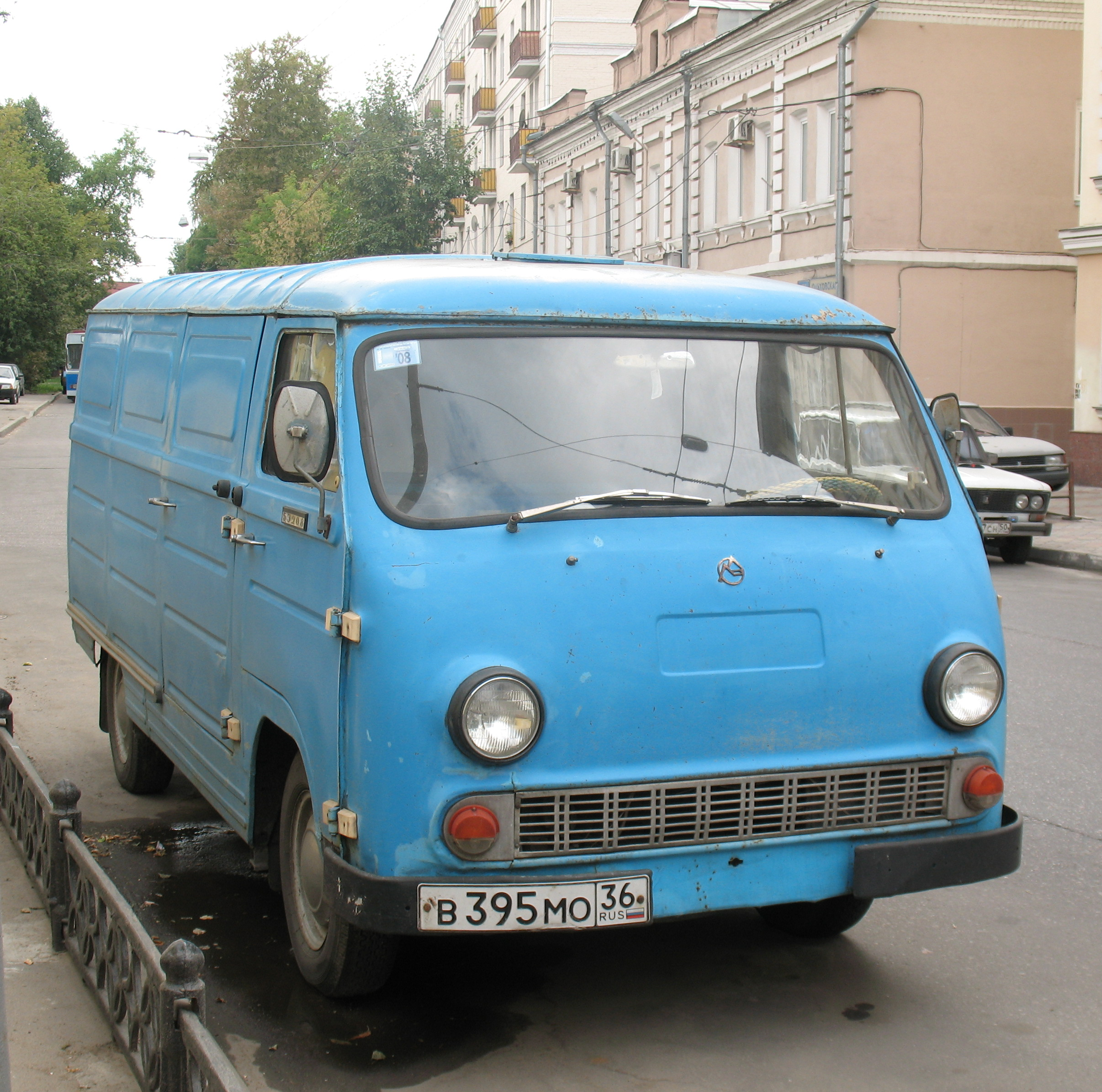
ЕрАЗ-762В, Москва, 2007
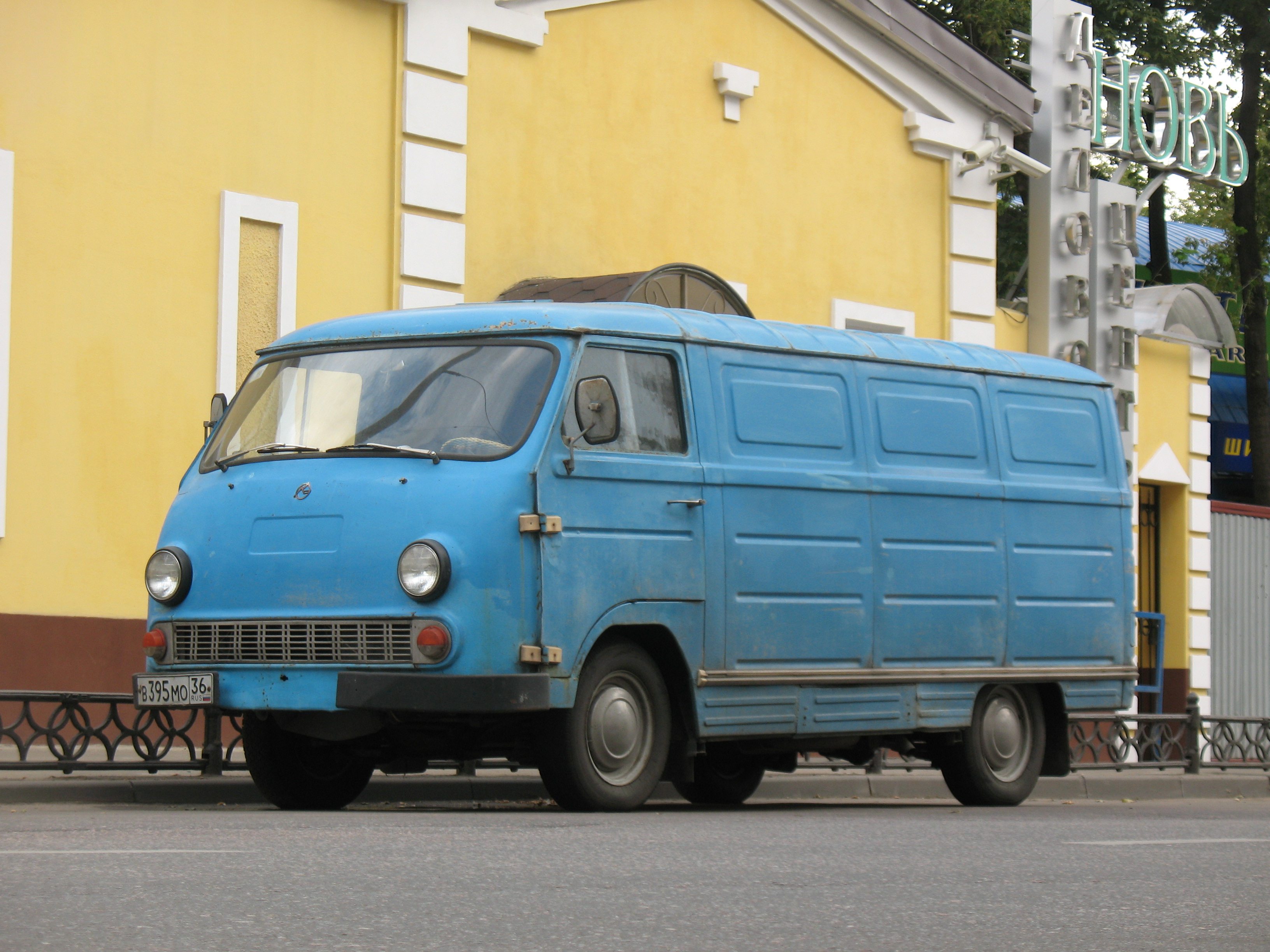
ЕрАЗ-762В, Москва, 2007
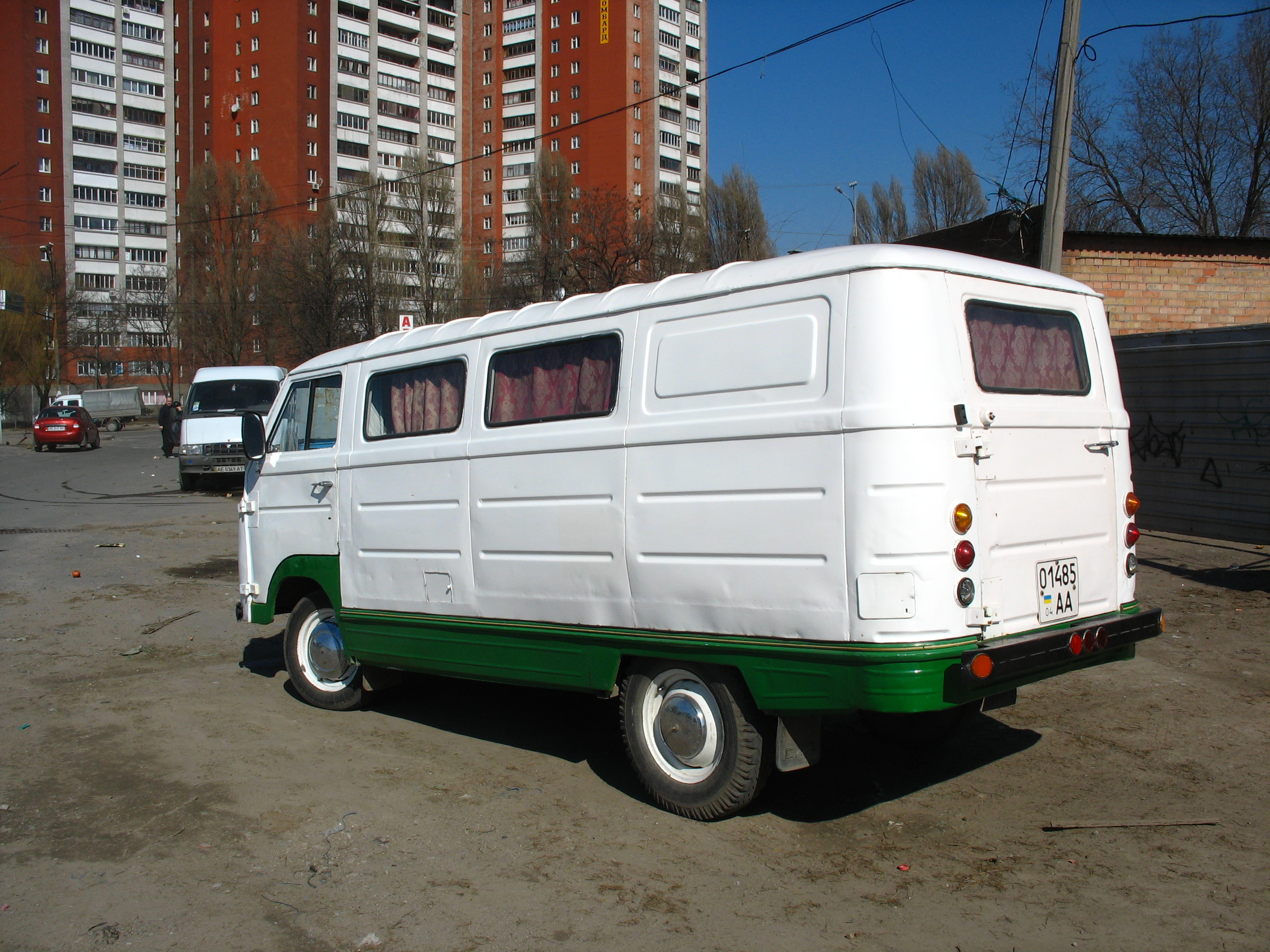
ЕрАЗ-762В, Днепропетровск, 2007
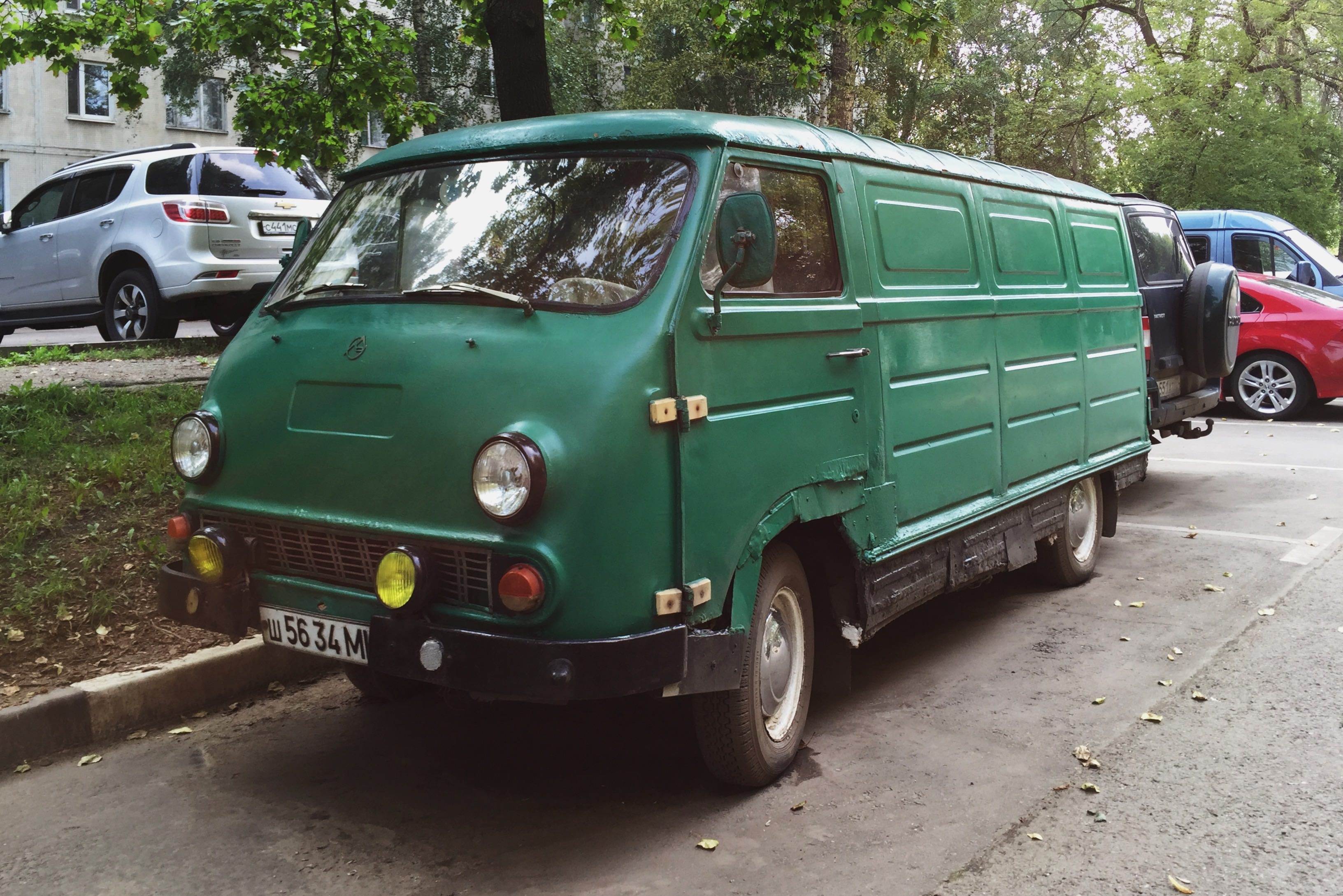
ЕрАЗ-762В, Москва, 2016